# Łowkowice (Kluczbork)
Pour les articles homonymes, voir Łowkowice.
Łowkowice est une localité polonaise de la gmina et du powiat de Kluczbork en voïvodie d'Opole.